# PERIMETRON
PERIMETRON（ペリメトロン）は、日本のバンドKing Gnuの常田大希が主宰するマクフェッドのクリエイティブレーベルである。

## 概要
初期は常田大希によるミュージックレーベルの名前だった。その後2016年に佐々木集とOSRINが加入しクリエイティブチームとして活動開始。メンバーは常田と同世代のクリエイターで構成されており、多方面な活動を行なっている。
- 楽曲制作
- イベント制作
- ミュージックビデオ制作
- ジャケットデザイン制作
- ムービー制作
- 空間デザイン制作
- グラフィックデザイン
- プロダクトデザイン
- スペースデザイン
- ロゴデザイン
- スタイリング
- ファッションブランドコレクションムービー

など

## メンバー
- 常田大希（King Gnu、MILLENNIUM PARADE）
- 佐々木集（プロデューサー、デザイナー、MILLENNIUM PARADE）
- OSRIN（映像作家、MILLENNIUM PARADE）
- 西岡将太郎（プロデューサー）
- 神戸雄平(mesoism)（3DCGクリエイター・ビジュアルエディター）
- 荒居誠（デザイナー）
- 吉田健人（プロデューサー）
- 森洸大（アートデザイナー、MILLENNIUM PARADE、Dirty Workers Studio (DWS)）
- Margt
  - 高畠新(Arata)（アートディレクター、フィルムディレクター）
  - 前田勇至(Isamu Maeda)（フィルムディレクター、アートディレクター）
- KENTA MORI（アートディレクタ―、グラフィックデザイナー）

## 主な監督・参加作品
※King Gnu・MILLENNIUM PARADEの作品は省略

### ミュージックビデオ
| アーティスト名                   | 曲名                                                      |
| -------------------------------- | --------------------------------------------------------- |
| アイナ・ジ・エンド               | 『虹』                                                    |
| ASP                              | 『拝啓 ロックスター様2022』                               |
| ASP                              | 『TOXiC iNVASiON』                                        |
| ASP                              | 『MAKE A MOVE』                                           |
| Ayase                            | 『飽和』                                                  |
| Ayase                            | 『SHOCK！』                                               |
| Ayase × R-指定                   | 『飛天』                                                  |
| ALI                              | 『TEENAGE CITY RIOT feat. R指定』                         |
| ALI                              | 『SHOW TIME feat. AKLO』                                  |
| WONK                             | 『Gather Round feat. Matzuda Hiromu』                     |
| WONK                             | 『Orange Mug』                                            |
| WONK                             | 『Swetter, MoreBitter』                                   |
| WONK                             | 『Blue Moon』                                             |
| 歌代ニーナ                       | 『ARIA』                                                  |
| 歌代ニーナ                       | 『ÉTUDE』                                                 |
| 歌代ニーナ                       | 『NOCTURNE』                                              |
| 歌代ニーナ                       | 『better』                                                |
| 歌代ニーナ                       | 『Mood Board』                                            |
| AAAMYYY                          | 『HOME』                                                  |
| AAAMYYY                          | 『AFTER LIFE』                                            |
| AAAMYYY                          | 『TAKES TIME』                                            |
| Epifunnies                       | 『kit!』                                                  |
| 岡野昭仁×井口理                  | 『MELODY (prod.by BREIMEN) 』                             |
| ODD Foot Works                   | 『鳶飛蝶躍』                                              |
| Odd Donuts                       | 『HIDEOUT』（ビジュアル）                                 |
| Odd Donuts                       | 『CHIME!!!』                                              |
| 小原綾斗とフランチャイズオーナー | 『おっぺぇ』                                              |
| 小原綾斗とフランチャイズオーナー | 『鮭』                                                    |
| 小原綾斗とフランチャイズオーナー | 『NORA DOGS』                                             |
| 加藤ミリヤ                       | 『I HATE YOU』                                            |
| 神山羊                           | 『青い棘』                                                |
| キタニタツヤ                     | 『ハイドアンドシーク』                                    |
| キングギドラ                     | 『Raising Hell』                                          |
| キングギドラ                     | 『真実のウイルス』                                        |
| キングギドラ                     | 『HipHopia』                                              |
| 999999999                        | 『2idiots -阿呆兄弟- (feat. Cota Mori)』                  |
| GLIM SPANKY                      | 『ストーリーの先に』                                      |
| saccharin                        | 『魅力と欠点』                                            |
| Thirteen13                       | 『BLOOD』                                                 |
| Thirteen13                       | 『OMERTÀ』                                                |
| The Songbards                    | 『太陽の憂鬱』（プロデュース）                            |
| The Songbards                    | 『春の香りに包まれて』（プロデュース）                    |
| ザ・クロマニヨンズ               | 『ドライブ GO!』                                          |
| ザ・クロマニヨンズ               | 『光の魔人』                                              |
| ザ・クロマニヨンズ               | 『大空がある』                                            |
| ザ・クロマニヨンズ               | 『もぐらとボンゴ』                                        |
| ザ・クロマニヨンズ               | 『縄文BABY』                                              |
| ザ・クロマニヨンズ               | 『ごくつぶし』                                            |
| The Black Skirts                 | 『EVERYTHING(Japanese Ver.)』                             |
| jo0ji                            | 『駄叉』                                                  |
| jo0ji                            | 「≒」                                                     |
| jo0ji                            | 『ランタン』                                              |
| jo0ji                            | 『不屈に花』                                              |
| jo0ji                            | 『BAE』                                                   |
| SPARK!!SOUND!!SHOW!!             | 『HAPPY BIRTH DIE feat. 原田ちあき』                      |
| DAOKO                            | 『anima』                                                 |
| DATS                             | 『Showtime』                                              |
| DALLJUB STEP CLUB                | 『犬っぽい』                                              |
| TENDRE                           | 『LIFE』（プロデュース）                                  |
| TENDRE                           | 『JOKE』                                                  |
| TENDOUJI                         | 『Peace Bomb』                                            |
| TENDOUJI                         | 『FIREBALL』                                              |
| XIIX                             | 『Stay Mellow』                                           |
| Tempalay                         | 『「革命前夜」- Daiki Tsuneta Millennium Parade Remix -』 |
| Tempalay                         | 『SONIC WAVE』                                            |
| Tempalay                         | 『どうしよう』                                            |
| Tempalay                         | 『のめりこめ、震えろ。』（プロデュース）                  |
| Tempalay                         | 『そなちね』                                              |
| Tempalay                         | 『大東京万博』                                            |
| Tempalay                         | 『EDEN』                                                  |
| Tempalay                         | 『シンゴ』                                                |
| Tempalay                         | 『あびばのんのん』                                        |
| Tempalay                         | 『GHOST WORLD』                                           |
| Tempalay                         | 『美しい』                                                |
| Tempalay                         | 『Q/憑依さん』                                            |
| Tempalay                         | 『続・JOE』                                               |
| Tempalay                         | 『ドライブ・マイ・イデア』                                |
| Tempalay                         | 『預言者』                                                |
| Tempalay                         | 『かみんち』                                              |
| ドミコ                           | 『血を嫌い肉を好む』                                      |
| ニガミ17才                       | 『幽霊であるし』                                          |
| NOISEMAKER                       | 『MAJOR-MINOR』                                           |
| PAELLAS                          | 『Echo』                                                  |
| FIVE NEW OLD                     | 『Fast Car』                                              |
| Friday Night Plans               | 『HONDA』                                                 |
| Friday Night Plans               | 『All The Dots (Live at Studio Tanta)』                   |
| Friday Night Plans               | 『Plastic Love』                                          |
| Friday Night Plans               | 『UU』                                                    |
| PEDRO                            | 『飛んでゆけ』                                            |
| 華晨宇                           | 『鬥牛』                                                  |
| 星街すいせい                     | 『ビーナスバグ』                                          |
| ほのかりん                       | 『One Night Slap』                                        |
| MY FIRST STORY                   | 『アンダードッグ』                                        |
| Mr.Children                      | 『Documentary film』                                      |
| ミノタウロス                     | 『恋のチンチン電車』                                      |
| MIYAVI                           | 『New Gravity』                                           |
| UCARY & THE VALENTINE            | 『To You,』                                               |
| UCARY & THE VALENTINE            | 『I DON'T WANNA SEE YOU, NEVER AGAIN』                    |
| UCARY & THE VALENTINE            | 『Miidnight』                                             |
| YOASOBI                          | 『舞台に立って』                                          |
| YOASOBI                          | 『On the Stage (「舞台に立って」English Version) 』       |
| yonawo                           | 『ijo』（プロデュース）                                   |
| 米津玄師                         | 『月を見ていた』                                          |
| Ryohu（KANDYTOWN）               | 『The Moment』                                            |
| ONE OR EIGHT                     | 『365』                                                   |

### アートワーク
| アーティスト名                   | 作品名                                 | 担当                                           |
| -------------------------------- | -------------------------------------- | ---------------------------------------------- |
| ano                              | 「BONE BORN BOMB」                     | アーティストビジュアル                         |
| Answer to Remember               | 「Answer to Remember」                 | ジャケットデザイン                             |
| IF                               | 「In forward」                         | ジャケットアートワーク                         |
| WONK                             | 「Orange Mug」                         | シングルジャケット・アーティストビジュアル     |
| WONK                             | 「Moon Dance」                         | ジャケットデザイン                             |
| AAAMYYY                          | 「Utopia」                             | ジャケットアートワーク                         |
| AAAMYYY                          | 「Annihilation」                       | ジャケットアートワーク・アーティストビジュアル |
| AAAMYYY                          | 「ECHO CHAMBER」                       | ジャケットアートワーク                         |
| AAAMYYY                          | 「あの笑み feat.ano」                  | ジャケットアートワーク                         |
| AAAMYYY                          | 「雨 feat.(sic)boy」                   | ジャケットアートワーク                         |
| AAAMYYY                          | 「THANKS EP」                          | ジャケットアートワーク                         |
| Epifunnies                       | 「kit!」                               | ジャケットアートワーク                         |
| Uru                              | 「君の幸せを」                         | ジャケットアートワーク                         |
| 岡野昭仁×井口理                  | 「MELODY (prod.by BREIMEN)」           | ジャケットアートワーク・アーティストビジュアル |
| Odd Donuts                       | 「HIDEOUT」                            | ジャケットアートワーク                         |
| Odd Donuts                       | 「CHIME!!!」                           | ジャケットアートワーク                         |
| 小原綾斗とフランチャイズオーナー | 「犬と猫」                             | ジャケットアートワーク                         |
| 小原綾斗とフランチャイズオーナー | 「BAD BOYS」                           | ジャケットアートワーク                         |
| 小原綾斗とフランチャイズオーナー | 「クリスマスパック」                   | ジャケットアートワーク                         |
| 小原綾斗とフランチャイズオーナー | 「BAD FAMILY」                         | ジャケットアートワーク                         |
| 小原綾斗とフランチャイズオーナー | 「BAD DOGS」                           | ジャケットアートワーク                         |
| キングギドラ                     | 「最終兵器」（20周年記念再出荷版）     | アーティストロゴ                               |
| キングギドラ                     | 「Raising Hell」                       | ジャケットアートワーク                         |
| キングギドラ                     | 「真実のウイルス」                     | ジャケットアートワーク                         |
| キングギドラ                     | 「HipHopia」                           | ジャケットアートワーク                         |
| GLAY                             | 「BAD APPLE」                          | ジャケットアートワーク                         |
| GLAY                             | 「FREEDOM ONLY」                       | ジャケットアートワーク                         |
| 櫻坂46                           | 「Nobody's fault」                     | ジャケットアートワーク                         |
| 櫻坂46                           | 「BAN」                                | ジャケットアートワーク                         |
| 櫻坂46                           | 「流れ弾」                             | ジャケットアートワーク                         |
| 櫻坂46                           | 「五月雨よ」                           | ジャケットアートワーク                         |
| 櫻坂46                           | 「As you know?」                       | ジャケットアートワーク                         |
| saccharin                        | 「運命街」                             | ジャケットアートワーク                         |
| jo0ji                            | 「ワークソング」                       | ジャケットアートワーク                         |
| jo0ji                            | 「あえか」                             | アートディレクション                           |
| 勢喜遊 & Yohji Igarashi          | 「Say Less」                           | ジャケットアートワーク                         |
| 勢喜遊 & Yohji Igarashi          | 「Tombo feat.Daichi Yamamoto」         | ジャケットアートワーク                         |
| 高井息吹                         | 「kaléidoscope」                       | ジャケットアートワーク                         |
| TENDRE                           | 「LIFE」                               | ジャケットアートワーク                         |
| TENDRE                           | 「HOPE」                               | ジャケットアートワーク                         |
| TENDRE                           | 「LIFE LESS LONELY」                   | ジャケットアートワーク                         |
| TENDRE                           | 「PIECE」                              | ジャケットアートワーク                         |
| TENDRE                           | 「PARADISE」                           | ジャケットアートワーク                         |
| TENDRE                           | 「FLOWER」                             | ジャケットアートワーク                         |
| TENDRE                           | 「IMAGINE」                            | ジャケットアートワーク                         |
| TENDRE                           | 「HAVE A NICE DAY」                    | ジャケットアートワーク                         |
| TENDRE                           | 「PRISMATICS」                         | ジャケットアートワーク                         |
| TENDRE                           | 「LIGHT HOUSE」                        | ジャケットアートワーク                         |
| TENDRE                           | 「BEGINNING」                          | ジャケットアートワーク                         |
| TENDOUJI                         | 「YEAH-SONG」                          | ジャケットアートワーク                         |
| TENDOUJI                         | 「SURFPUNK」                           | ジャケットアートワーク                         |
| TENDOUJI                         | 「FIREBALL」                           | ジャケットアートワーク                         |
| TENDOUJI                         | 「STEADY」                             | ジャケットアートワーク                         |
| TENDOUJI                         | 「MONSTER」                            | ジャケットアートワーク                         |
| Tempalay                         | 「あびばのんのん」                     | ジャケットアートワーク                         |
| Tempalay                         | 「Q/憑依さん」                         | ジャケットアートワーク                         |
| Tempalay                         | 「Superman」                           | ジャケットアートワーク                         |
| Tempalay                         | 「Naked 4 Satan」                      | ジャケットアートワーク                         |
| DATS                             | 「Lambo」                              | ジャケットアートワーク                         |
| DALLJUB STEP CLUB                | 「SANMAIME」                           | ジャケットアートワーク                         |
| ドージャ・キャット               | 「HOT PINK（Japan Version）」          | ジャケットアートワーク                         |
| Vaundy                           | 「life hack」                          | ジャケットアートディレクション                 |
| Vaundy                           | 「Bye by me」                          | アートディレクション・CGグラフィック           |
| FIVE NEW OLD                     | 「WIDE AWAKE EP」                      | ジャケットアートワーク                         |
| FIVE NEW OLD                     | 「Rhythm of Your Heart」               | ジャケットアートワーク                         |
| FIVE NEW OLD                     | 「Happy Sad」                          | ジャケットアートワーク                         |
| FIVE NEW OLD                     | 「Departure : My New Me」              | ジャケットアートワーク                         |
| Mr.Children                      | 「turn over?」                         | ジャケットアートワーク                         |
| Mr.Children                      | 「SOUNDTRACKS」                        | アートディレクション・アーティストビジュアル   |
| MIYAVI                           | 「Imaginaly」                          | アートディレクション・アーティストビジュアル   |
| MONO NO AWARE                    | 「走馬灯」                             | ジャケットアートワーク                         |
| MONJOE                           | 「Lambo」                              | ジャケットアートワーク                         |
| MONJOE                           | 「I’m In A Groovie feat. GLIM SPANKY」 | ジャケットアートワーク                         |
| MONJOE                           | 「We Others」                          | ジャケットアートワーク                         |
| UCARY & THE VALENTINE            | 「Rescue」                             | ジャケットアートワーク                         |
| UCARY & THE VALENTINE            | 「Day and Night」                      | ジャケットアートワーク                         |
| RADWIMPS                         | 「KANASHIBARI feat. ao」               | ジャケットアートワーク                         |

### その他
- haveno-kun キャラクターデザイン（2016年）
- 美術手帖 No.1035（2016年）
- Zucca（2016年）
- PICT UP Vol.98（2016年）
- CHAKKA EVENT TRAILER 正しい言葉ver（2016年）
- ＋act. No.69（2016年）
- キネマ旬報 No.1739（2017年）
- Uni Share Vol.13（2017年）
- 装苑 2017 MARCH（2017年）
- FILA OFFICIAL GLOBAL TRAILER（2017年）
- kansai yamamoto 2017SS Collection（2017年）
- Ravijour 2017 Spring Collection（2017年）
- have no ideas MOTION LOGO（2017年）
- VINTAGE COLLAGE（2017年）
- King Gnuメインロゴ（2017年、2021年）
- King Gnuキャラクターロゴ（2017年）
- anan No.1971（2017年）
- 8-BIT haveno-kun キャラクターデザイン（2017年）
- BARFOUT! Vol.261（2017年）
- METRONOME OFFICIAL TEASER（2017年）
- Numero TOKYO No.112（2017年）
- RAVIJOUR 2017 Winter Collection（2017年）
- Nehanne MIHARA YASUHIRO 2018 SS Collection（2017年）
- EYESCREAM No.164（2018年）
- BAKE inc / THE PARFAIT STAND（2018年）
- i-D Japan No.5（2018年）
- MIHALA YASUHIRO 2018 19 WINTER COLLECTION（2018年）
- SPACE SHOWER PLAN-B TV (King Gnu×PERIMETRON)（2018年）
- EYESCREAM No.167（2018年）
- NINE - POWERPUFF LADIES（2018年）
- 神山羊自主レーベルe.w.e主催イベント「e.w.e presents zzz vol.1」モニュメント製作（2019年）[107]
- millennium parade・DIORコラボレーションムービー（2019年）[108]
- 「ベース・マガジン2020年2月号」「リズム＆ドラム・マガジン2020年3月号」誌面デザイン監修（2020年）[109]
- 東京都 ソニースクエア渋谷プロジェクト「High Speed Colors -ソニーとつくる、新感覚サーキット-」（2020年）[110]
- 「HIGHSNOBIETY JAPAN ISSUE 04 常田大希×タチコマ限定版」裏表紙デザイン（2020年）[111]
- 「Story by Story SHIBUYA」ロゴ・キービジュアル（2020年）[112]
- スペースシャワーTV ステーションID「青春の爆発 男子高校生編/女子高校生編」（2020年）
- 展覧会「『ヌーミレパーク（仮）』DIRECTED BY PERIMETRON」（2020年）[113]
- Ryohu（KANDYTOWN）「Collage」ティザー映像（2020年）[114]
- 加藤シゲアキ（NEWS）小説「オルタネート」プロモーション映像（2020年）[115]
- 映画「佐々木、イン、マイマイン」コラボパーカー（2020年）[116]
- Tempalayライブツアー「TOUR 2020」映像・舞台演出（2020年）[117]
- GRIND Magzine Vol.101 2020 AUTUMN／WINTER ディレクション、マスクデザイン（2020年）
  - GRIND Magzine Concept movie「道中」 映像ディレクション、カーペインティング、フロアデザイン、ナレーション（2020年）[118]

- SPARK!!SOUND!!SHOW!! HAPPY BIRTH DIE TOUR TSUTAYA O-EAST公演 VJ担当（2021年）
- 攻殻機動隊 SAC_2045 Blu-ray BOX(特装限定版) パッケージデザインディレクション、ディスクメニュー画面デザイン（2021年）[119]
- METRONOME 2021collection（2021年）[120]
- VANS×BEAMS BOY T/U（2021年）
- LOEWE Paula’s Ibiza x PERIMETRON Presents “HOUSE PARTY at DOMMUNE”（2021年）
- HIGHSNOBIETY JAPAN ISSUE 07：SATORU IGUCHI 表紙デザイン（2021年）[121]
- AAAMYYY×WIND AND SEA（2021年）
- 関西テレビ・フジテレビ系月10ドラマ「アバランチ」タイトルロゴ、シンボルデザイン、マスクデザイン、制作協力（2021年）
- Van de Shop アーティストビジュアル（2021年）[122]
- Tempalay×改良湯コラボ 記念ポスター、配布うちわ デザイン（2021年）
- 渋谷夜市 ポスタービジュアル、デジタルサイネージ映像（2021年）
- Netflix独占配信コンテンツ「常田大希 混沌東京 -TOKYO CHAOTIC-」カラーコネクション、ティザー映像（2021年）
- Tempalayワンマンライブ「寿司」舞台演出（2022年）[123]
- Harper's BAZAAR × VALENTINO TRUTH; A RENDEZ VOUS （2022年）[124]
- 攻殻機動隊 SAC_2045 SEASON2 オープニング映像（2022年）[125]
- interfmステーションロゴデザイン、サウンドロゴプロデュース（2022年）[126]
- UNITED TOKYO 2022 AUTUMN / WINTER ランウェイ映像（2022年）[127]
- サントリー 「THE STRONG 天然水スパークリング」プロモーションアニメーション「GEKIAWA THE STRONG」 主人公キャラクターデザイン （2022年）[128][129]
- ポップアップレストラン「“圓” Pop-up Restaurant」 プロデュース（2022年）[130]
- BAD PEOPLE Records レーベルロゴ（2022年）[131]
- TBSラジオ「可処分時間猫糞ラジオ《脳盗》」番組アートワーク、グッズデザイン（2022年 - 2023年）[132][4]
- LOEWE×GR8　「FW22メンズキャンペーン」 ディレクション、モデル出演(佐々木集、森洸大)（2022年）[133]
- 中国巡演増加演出〜春巻編〜 キービジュアル、特典付入場券保持者贈呈品(特製レンゲ)制作（2022年）
- CASIO My G-SHOCKコラボレーションモデル「DWE-5610PE」 （2022年）[134]
- Spotifyオリジナルコンテンツ「奇奇怪怪明解事典」アニメ化作品『品品 PIN PIN』アニメーション監督（2022年）[135]
- TOKYO CREATIVE SALON 2022 出展作品『osrin』（2022年）[136]
- MONJOE 1stワンマンライブ「We others One-Man Live」VJ担当（2022年）[137]
- 999999999 & Mori Cota presents 「阿呆兄弟 POPUP」グッズデザイン、メインビジュアル（2022年） [138]
- J-WAVE King Gnu 新井和輝のSPARK 番組オリジナルステッカーデザイン（2022年）
- 関西テレビEDGE枠1月期ドラマ「インフォーマ」キービジュアル（2023年）[139]
- SWITCH VOL.41 特集企画「PERSONA 井口理の実像と虚像」クリエイティブディレクション（2023年）
- 井口理 「なんでもソーダ割り」カバー、撮り下ろし写真アートディレクション（2023年）[140]
- 大塚製薬 ポカリスエットリターナル瓶 Webムービー「スカフィンのうた」演出（2023年）[141]
- 櫻坂46 展覧会「新せ界」空間演出（2023年）[142]
- Fender 「Deluxe Jazz Bass V, Kazuki Arai Edition」キービジュアル（2023年）
- 攻殻機動隊 SAC_2045 SEASON2 Blu-ray BOX(特装限定版) パッケージデザインディレクション、ディスクメニュー画面デザイン（2023年）[119]
- 映画「攻殻機動隊 SAC_2045 最後の人間」メインビジュアル第二弾 ディレクションデザイン（2023年）[143]
- 加藤シゲアキ（NEWS）小説「なれのはて」 プロモーション映像（2023年）[144]
- 住友金属鉱山 企業CM「ずっとやるんだ。」篇 ディレクション（2023年）
- EYEVAN 「50th Anniversary Runway 眼服 EYEWEAR」 総合、映像ディレクション（2023年）[145]
- Dos Monos リスニングパーティ「ATOM ALONE」 アートディレクション、デザイン（2024年）[146]
- PlayStation「PULSE Elite Wireless Headset × Millennium Parade」北米向けタイアップムービー ディレクション（2024年）
- jo0ji ワンマンツアー「漁火」 ツアービジュアル（2024年）[147]
- NOWNESS ASIA ショートムービー「MATAGI」 脚本、監督（2024年）[148]
- 奇奇怪怪×WHITE CINE QUINTO 幕前マナー映像「映画鑑賞中御法度講座」　監督（2024年）
- Shure ポッドキャストキャンペーン「IGNITE the podcasters」 プロモーション映像ディレクション（2025年）[149]
- atmos 「atmoscon 2025」キービジュアル（2025年）[150]
- 日本テレビ×第四境界共同ブランド 「4×4 sect.」ブランドロゴ、アートディレクション（2025年）[151]
- ネイチャーラボ　「Laundrin’」CM『希望の気配がする。』篇 企画、プロデュース、監督（2025年）[152]
- 4×4 sect. ARG「503号室の郵便物」プロモーション映像 ディレクション（2025年）

## 出演

### テレビ
- スペースシャワーTV「映像作家の世界 ～PERIMETRON 作品集～」（2020年1月19日）[153]
- 情熱大陸（2022年6月19日、毎日放送/TBS系列）[154]
- 私が女優になる日_（2023年10月1日、TBS系列）

### 配信
- 最強の時間割 ～若者に本気で伝えたい授業～（2022年12月2日、毎日放送制作、TVer ）[155]

### ラジオ
- PERIMETRON HUB（2019年4月5日 - 2023年4月5日、InterFM897、JFN）[156]

### ライブ
- Tempalay×PERIMETRON（2019年12月14日）沖縄県 桜坂セントラル[157]

### 雑誌
- 「GINZA」8月号巻頭（2020年）[158]
- 「SWITCH Mr.Children 30th ANNIVERSARY SPECIAL ISSUE」（2022年）
- 「装苑」
  - 2022年9月号（2022年）
  - 2024年9月号（2024年）
- 「MICRO TRIBE: FUKUI TRAD ANNUAL/MANUAL」（2023年）
- 「EYESCREAM」189号（2023年）